# Stebenka
Stebenka je levostranný přítok řeky Jizery v okrese Semily v Libereckém kraji. Délka toku činí 12,0 km. Plocha povodí měří 22,5 km².

## Průběh toku
Pramen, který je vodohospodáři uváděn jako hlavní, vyvěrá jižně od obce Koberovy v nadmořské výšce okolo 410 m. Další pramenné toky stékají ze západního úbočí Hamštejnského vrchu (610 m n. m.) a s hlavní pramennou větví se spojují u západního okraje osady Smrčí. Stebenka se vlévá v Turnově do náhonu Jizery v nadmořské výšce okolo 245 m. Nad ústím potoka je vedena silnice I/35.